# Dieguinho (cầu thủ bóng đá, sinh 1992)
Diego Francisco Rocha, hay Dieguinho (sinh ngày 7 tháng 6 năm 1992) là một cầu thủ bóng đá người Brasil thi đấu cho Cova da Piedade.

## Sự nghiệp câu lạc bộ
Anh ra mắt chuyên nghiệp in the Campeonato Brasileiro Série B cho Paraná vào ngày 25 tháng 5 năm 2011 trong trận đấu trước Portuguesa.